# Bibliotek i Sverige

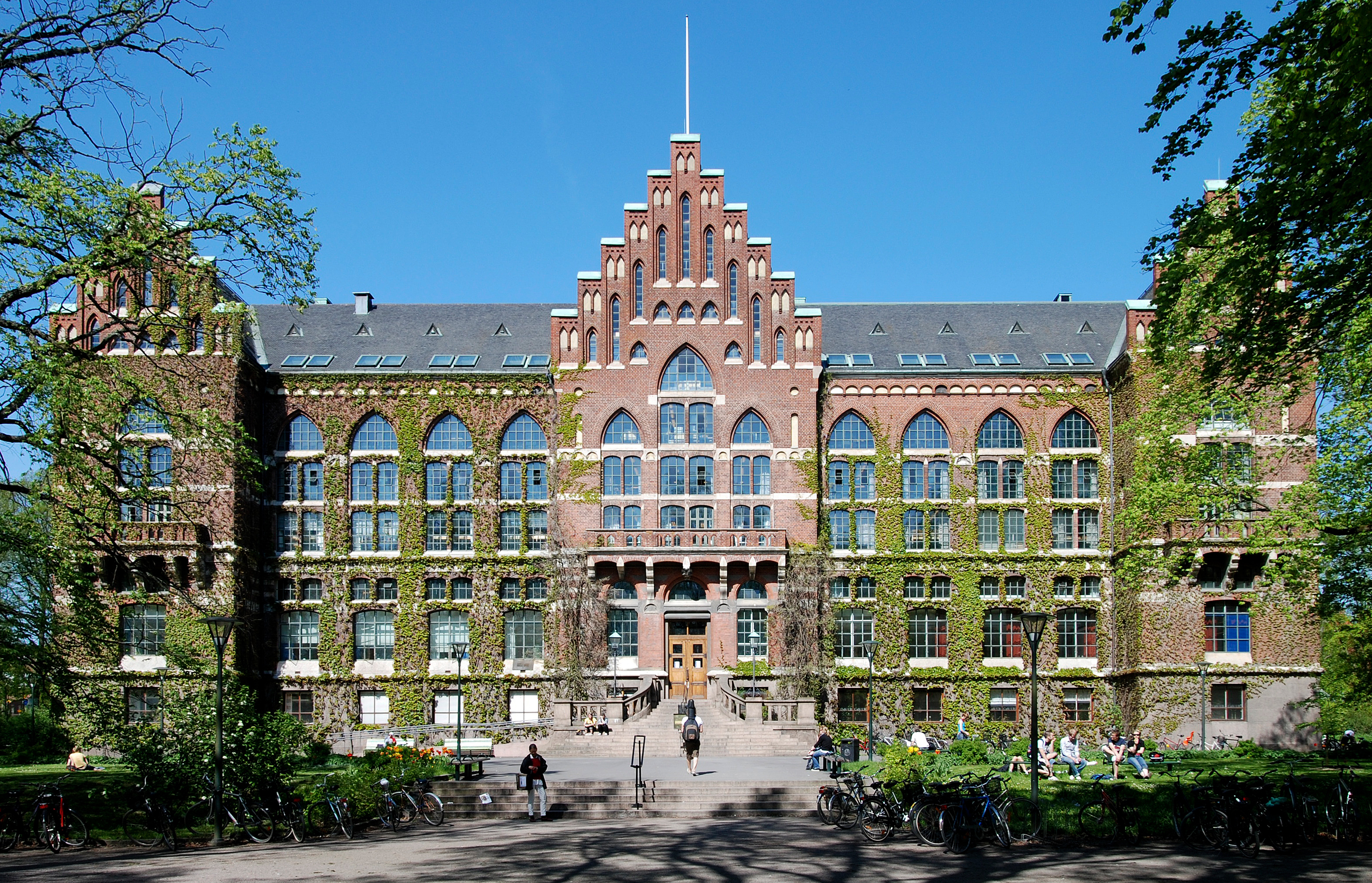
Universitetsbiblioteket, Lunds universitet, grundades år 1666.

Det finns ett flertal olika typer av bibliotek i Sverige. Det allmänna biblioteksväsendet består av folkbibliotek, skolbibliotek, regional biblioteksverksamhet, högskolebibliotek, lånecentral och övrigt offentligt finansierad biblioteksverksamhet. All offentligt finansierad biblioteksverksamhet regleras av Bibliotekslagen (2013:801) som betonar bibliotekens betydelse för det demokratiska samhällets utveckling.
 

Inriktningen för de svenska skolbiblioteken behandlas 2 kap. 36 § i skollagen (2010:800). 

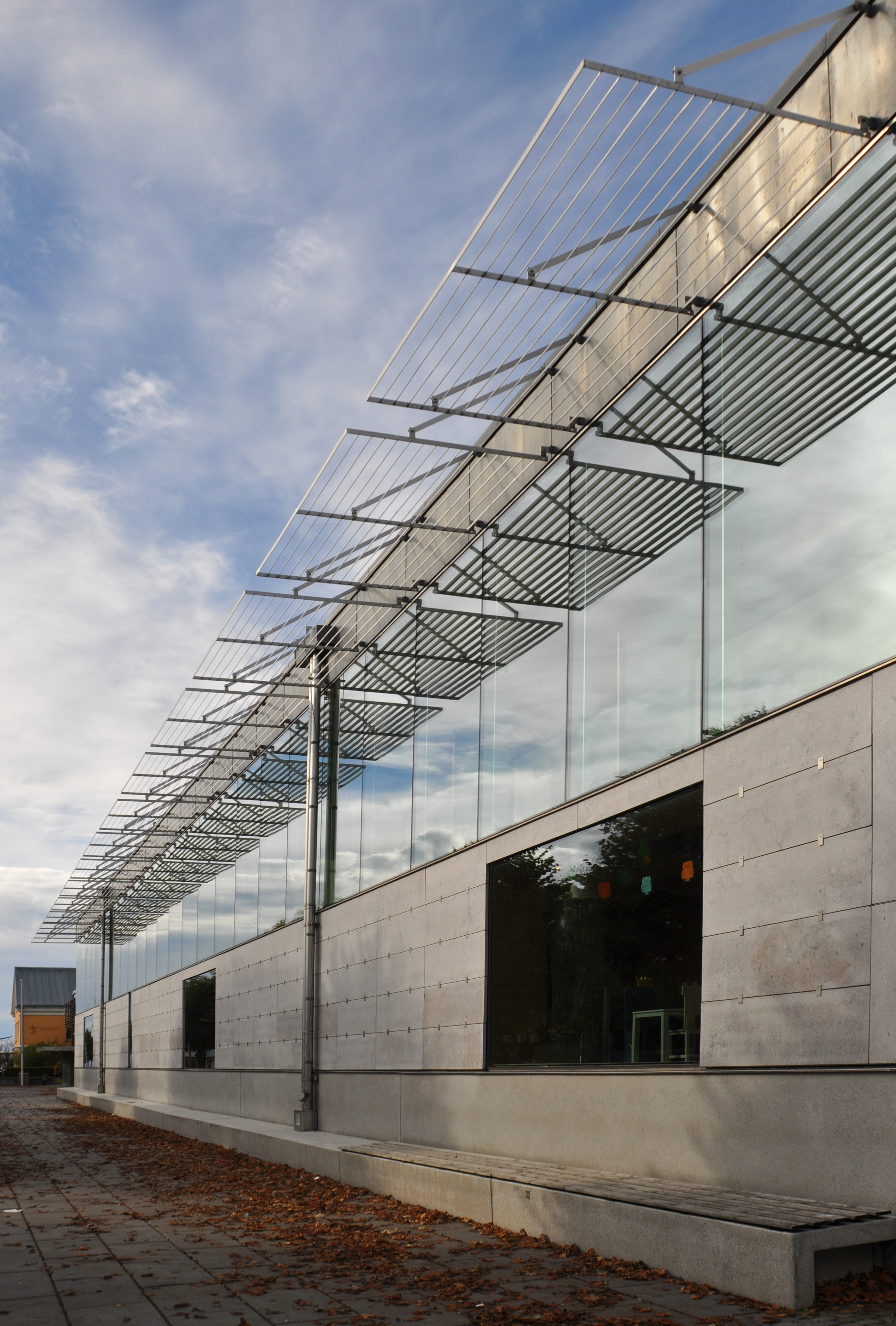
Almedalsbiblioteket som öppnades 2001 i Visby är ett exempel på ett kombinerat stads- och högskolebibliotek

## Folkbibliotek
Förekomsten av folkbibliotek regleras i Bibliotekslagen (2013:801).
Kollektiv mottagare av Stig Dagermanpriset 1998. Folkbibliotekssystemet i en kommun består vanligen av ett huvudbibliotek och ett antal filialbibliotek, mindre enheter utspridda i de olika kommundelarna som fungerar mer eller mindre självständigt i förhållande till huvudbiblioteket. Exempel är Göteborgs folkbibliotek. De första svenska folkbibiblioteken började inrättas i början på 1800-talet  särskilt med tanke på arbetarklassen

### Barnbibliotek
På vissa bibliotek där barnavdelningen är självständig och placerad skild från det övriga biblioteket kallas verksamheten för barnbibliotek. Det finns också biblioteksfilialer som fungerar som rena barnbibliotek och som inte har verksamhet för vuxna.

## Forskningsbibliotek
Forskningsbibliotek har till uppgift att tillgodose behovet av bibliotek för forskning och utbildning vid universitet och högskolor. De finansieras med statliga anslag inom respektive läroanstalts budget.

## Skolbibliotek
Skolbibliotek finns vid olika typer av skolor: grundskolor, gymnasieskolor, och folkhögskolor. I Sverige fanns 2017 897  skolbibliotek på skolor som har minst 20 timmar avsatt bemanning i veckan för skolbiblioteksverksamhet. Omfattning, bemanning och öppettider varierar starkt. Enligt statistik från Kungliga biblioteket (2012) saknar hälften av landets elever tillgång till skolbibliotek. Var sjätte elev saknar helt skolbibliotek.. Sedan juli 2011 står det inskrivet i skollagen att alla skolenheter skall ha tillgång till ett skolbibliotek
Vissa skolbibliotek är integrerade med ett kommunalt folkbibliotek.

### Grundskolebibliotek
På de flesta grundskolor finns ett skolbibliotek, även om storleken, budgeten, standarden och förekomsten av bibliotekspersonal varierar mellan olika skolor och kommuner. En uppgift för skolbiblioteket är ofta att stimulera elevernas läslust. Skolbiblioteket kan också tillhandahålla material i form av böcker, tidskrifter, databaser med mera som används i skolarbetet. Tillsammans med skolbibliotekariens specialistkunskaper i informationssökning kan biblioteket på så sätt ses som ett komplement till övriga läromedel i skolan.

### Gymnasiebibliotek
Gymnasiebiblioteken tillhandahåller litteratur, tidskrifter och databaser anpassade efter respektive skolas profil och program. Huvudsyftet med dessa bibliotek är att underlätta elevernas studier, men de kan också fungera som arbetsplatsbibliotek för lärarna, eller vara involverade i kulturprojekt på skolan. Gymnasiebibliotekarien ansvarar ofta för undervisning i informationssökning och samarbetar med lärarna i samband med elevernas grupparbeten och projektarbeten. Gymnasiebibliotek i Sverige är i högre grad än grundskolorna bemannade med en utbildad bibliotekarie.

### Folkhögskolebibliotek
Ett folkhögskolebibliotek är bibliotek på folkhögskola. Standard, storlek och bemanning varierar stort över landet. Ett flertal folkhögskolor är medlemmar i organisationen BIFF, Biblioteket i Folkhögskola & Folkbildning. De som arbetar på folkhögskolebiblioteken är bibliotekarier eller lärare på skolorna.

## Regional biblioteksverksamhet
De regionala biblioteksverksamheterna, alltså länsbiblioteken och regionbiblioteken, finns i alla län och bekostas av landsting eller region och staten. Den regionala biblioteksverksamheten i alla län förutom Stockholm får statliga bidrag via kultursamverkansmodellen. 
Regional biblioteksverksamhet har enligt Bibliotekslagen (2013:801) till syfte att främja samarbete, verksamhetsutveckling och kvalitet när det gäller de folkbibliotek som är verksamma i länet. Tillsammans med Kungliga biblioteket har tillsammans med de regionala biblioteksverksamheterna och kommunerna i uppdrag att följa upp utformning och användning av biblioteksplaner. 
Vid länsbiblioteken arbetar specialister, benämnda bibliotekskonsulenter eller utvecklingsledare, med att ge stöd och rådgivning till länets kommunbibliotek. Länsbiblioteken bedriver också utvecklingsprojekt och fortbildning.

## Sveriges depåbibliotek och lånecentral
Sveriges depåbibliotek och lånecentral finns i Umeå. Enheten arbetar med kompletterande medieförsörjning. Därifrån förmedlas lån från både Umeå stadsbiblioteks och depåbibliotekets mediebestånd. Depåbibliotekets samling har byggts upp genom donationer från bibliotek runt om i landet.
De ger service kring fjärrlån och referensarbete samt ordnar utbildningar i syfte att underlätta för biblioteken att ge en effektiv och jämlik informations- och litteraturförsörjning till sina låntagare.
Sveriges depåbibliotek och lånecentral är Kungliga bibliotekets partner.

## Sjukhusbibliotek
Ett sjukhusbibliotek är ett bibliotek inrättat på ett sjukhus. Ett sjukhusbibliotek kan i varierande grad ha flera olika uppgifter. Framförallt fungerar majoriteten av Sveriges sjukhusbibliotek som medicinskt bibliotek för den kliniska forskningen och vården inom regionen och erbjuder vetenskaplig litteratur och databaser. Många arbetar nära vården både kring personalens fortbildning men också i samarbete med den kliniska vården för att förbättra vårdkvaliteten och stärka patientsäkerheten. Flera sjukhusbibliotek har också en så kallad allmän del som ger patienter, närstående och anställda tillgång till hälsoinformation och skönlitteratur. 
Alla sjukhus i Sverige har ett utbildningsuppdrag, så sjukhusbiblioteken köper in relevant kurslitteratur till grundstudenter på medicinska och omvårdnadsutbildningar. 

## Myndighetsbibliotek
Ett myndighetsbibliotek är knutet till en (oftast) statlig myndighet och har som primär uppgift att ge biblioteks- och informationsservice till myndighetens tjänstemän. Vissa myndighetsbibliotek är även tillgängliga för allmänheten.

## Kända eller värdefulla bibliotek

### Statliga eller offentliga bibliotek
- Kungliga biblioteket
  - Roggebiblioteket
- Uppsala universitetsbibliotek
  - Carolina Rediviva
  - Dag Hammarskjöldbiblioteket
- Lunds Universitetsbibliotek
- Stockholms universitetsbibliotek
- Göteborgs universitetsbibliotek
- Stockholms stadsbibliotek
- Göteborgs stadsbibliotek
- Malmö stadsbibliotek
- Linköpings stifts- och landsbibliotek
- Hagströmerbiblioteket
- Strängnäs domkyrkobibliotek
- Riksdagsbiblioteket

### Enskilda och privata bibliotek
- Bernadottebiblioteket
- Svenska Akademiens Nobelbibliotek
- Kungl. Vetenskapsakademiens bibliotek
- Svenska Läkaresällskapets bibliotek
- Stora Kopparbergs bergslags AB:s bibliotek
- Arbetarrörelsens arkiv och bibliotek
- Jernkontorets bibliotek
- Skoklosters bibliotek
- Ericsbergs bibliotek
- Trolleholms bibliotek
- Kobergs bibliotek